# 宇野維正
宇野 維正（うの これまさ、1970年 - ）は、日本の映画・音楽ジャーナリスト。

## 経歴
1970年、東京都生まれ。武蔵中学校・高等学校卒業。上智大学文学部フランス文学科卒業。
1996年、株式会社ロッキング・オンに入社。雑誌『rockin'on』『ROCKIN'ON JAPAN』『Cut』などの編集を担当。その後、株式会社FACTにて『MUSICA』の創刊に携わる。
2008年に独立。ファッション誌やウェブメディアで多数の連載を持つ。フリーとしての活動と並行して、2015年から映画サイトのリアルサウンド映画部で主筆を務める。
2016年1月、初の著書『1998年の宇多田ヒカル』が刊行される。同年9月、くるりとの共著『くるりのこと』が刊行される。同書では、岸田繁と佐藤征史へのインタヴューのほか、全体の論考と構成を手がけている。2017年11月、著書『小沢健二の帰還』が刊行される。

## 著書
- 『1998年の宇多田ヒカル』（2016年、新潮社〈新潮新書〉） ISBN 978-4-10-610650-7
- 『くるりのこと』（2016年、新潮社、くるりとの共著） ISBN 978-4-10-350271-5
- 『小沢健二の帰還』（2017年、岩波書店） ISBN 978-4-00-061236-4
- 『日本代表とMr.Children』（2018年、ソル・メディア、レジーとの共著） ISBN 978-4905349440
- 『2010s』（2020年、新潮社、田中宗一郎との共著） ISBN 978-4103531319
- 『ハリウッド映画の終焉』（2023年、集英社〈集英社新書〉）ISBN 978-4-08-721267-9

## 雑誌

### 編集部
- rockin'on（ロッキング・オン）
- buzz（ロッキング・オン）
- Cut（ロッキング・オン）
- ROCKIN'ON JAPAN（ロッキング・オン）
- STARsoccer (FACT)
- MUSICA (FACT)

### 連載中
- 装苑（文化出版局）
- リアルサウンド映画部・元主筆（株式会社blueprint）[18]
- メルカリマガジン（メルカリ）
- MOVIE WALKER PRESS（ムービーウォーカー）
- キネマ旬報（キネマ旬報社）
- 集英社新書プラス（集英社）